# Katja Kipping
Katja Kipping, née le 18 janvier 1978 à Dresde en République démocratique allemande (Allemagne de l'Est), est une femme politique allemande et coprésidente du parti Die Linke de 2012 à 2021.

## Formation et profession
Elle est diplômée de l'université technique de Dresde en droit public, études slaves et études américaines en 2003.

## Engagement politique

### Débuts locaux
Elle rejoint le Parti du socialisme démocratique (PDS) en 1998. En 1999, elle est élue au conseil municipal de Dresde et au Landtag de Saxe. 

### Ascension fédérale
Devenue vice-présidente fédérale du PDS en 2003, année où prend fin son mandat local, elle entre au Bundestag lors des élections fédérales anticipées de 2005 et renonce alors à son mandat de députée régionale. En 2007, elle devient vice-présidente fédérale de Die Linke, successeur du PDS. À la suite des élections fédérales de 2009, elle est portée à la présidence de la commission du Travail et des Affaires sociales.
Le 2 juin 2012, elle est élue, par 67 % des voix, coprésidente de Die Linke, aux côtés de Bernd Riexinger, lors du troisième congrès fédéral du parti, à Göttingen. Elle est engagée en faveur du revenu de base inconditionnel.